# Contrafactum
Contrafactum, en plural contrafacta, (del latín contrafacere) es una técnica compositiva de la música vocal que consiste en la sustitución de un texto por otro sin realizar cambios sustanciales en la música. Por lo general el cambio hacía que el tema pasara de ser profano a sacro o viceversa.
En el ámbito literario también existe un contrafactum, que consiste en modificar un texto profano para volverlo de temática religiosa sustituyendo algunas de sus palabras, frases o versos.

## Contrafactummusical
En el ámbito musical se trata de una técnica de composición que se utiliza en música vocal. Consiste en modificar una canción ya existente que tiene asociado un texto y cambiarle el texto sin hacer cambios en la música, ni en melodía ni en armonía. No obstante, es frecuente que haya cambios menores para hacer coincidir la métrica de la música con la del nuevo texto. No debe confundirse con un contrafact en jazz, en el que la melodía si varía de la original, aunque use una secuencia armónica preexistente. 

### Historia

#### Antes de 1540
El término se aplica por lo general a la práctica de componer nuevos poemas para melodías más antiguas, especialmente en el repertorio monofónico secular de los siglos XII y XIII. Pero también se encuentra en el repertorio de canto llano, donde los textos de las nuevas fiestas, por ejemplo, se adaptaban habitualmente a melodías más antiguas. Asimismo, muchas melodías de secuencias, aleluyas, antífonas e himnos fueron retextualizadas en múltiples ocasiones. Los contrafacta también se encuentran en la polifonía medieval. Algunos motetes del siglo XIII, por ejemplo, se conservan con textos latinos y franceses. Por ejemplo, "Agmina milicie" de Felipe el Canciller aparece con los textos "Quant froidure" y "L'autr'er cuidai". La reutilización constante de melodías antiguas, sobre todo sacras, es tan fundamental tanto en la técnica como en el espíritu de la música medieval que no constituye un uso especial. Aunque la expresión contrafactum o contrafacere no forma parte del lenguaje clásico, se utilizaba en la Edad Media para hacer referencia a imitación, aunque a menudo con la connotación más negativa de falsificación o counterfeit, su equivalente inglés más cercano. Aunque el término no se utiliza en la teoría musical medieval, las melodías se identifican ocasionalmente en rúbricas como "un lais de Nostre Dame contre le Lai Markiol", que acompaña al contrafactum mariano "Flours ne glais" atribuido a Gautier de Coincy. Pero este uso no es consistente y la frase "super cantilenam" es igualmente común. El primer uso del término en el sentido moderno se encuentra en el manuscrito alemán Pfullingen del siglo XV, donde se limita a la adaptación textual de melodías profanas para uso religioso.
En el sentido más estricto, esta técnica compositiva no sólo emplearía la melodía, las rimas y el esquema métrico del modelo, sino que también sería en cierto sentido una adaptación del significado del poema original. "Amours dont sui espris" de Gautier de Coincy es una muestra de este tipo, no sólo emplea la melodía de "Amours dont sui espris" de Blondel de Nesle, sino que conserva el primer verso del poema. En este caso no cabe duda de la intención del autor, pero se trata de la excepción y no de la regla. Es más común el contrafactum que emplea una melodía más antigua, pero cuyo texto verbal deja lugar a dudas sobre las intenciones de su autor. En este caso, es imposible saber si un hay una imitación consciente y deliberada de un modelo conocido o simplemente la reutilización casual de una melodía conocida o de un tipo melódico común. Gennrich llamó a este tipo el "contrafactum regular", y de aquí hay un paso corto a lo que llamó el "contrafactum irregular": la canción recién compuesta adopta ciertas características de una canción más antigua, sin imitar cada detalle de su estructura melódica o métrica. Un ejemplo extremo es "Quant liros signol jolis", que contiene los dos primeros versos de dos canciones en métricas totalmente diferentes, de los cuales "Douce dame, grez et grasses vous rent" se deriva indirectamente del primero.
La escasez de melodías auténticas para el Minnesang alemán ha llevado a los estudiosos a proporcionar melodías de canciones de troveros o trovadores cuando se puede demostrar que los poemas alemanes son contrafacta de modelos franceses o provenzales. Este método es aplicable en el caso de la pieza "Allerêrst lebe ich mir werde" de Walther von der Vogelweide, cuya melodía conservada está estrechamente relacionada con la de "Lanquan li jorn son lonc en may" de Jaufre Rudel. No obstante, estos métodos deben aplicarse con cuidado, ya que las canciones pueden emplear esquemas rítmicos y métricos idénticos sin tener necesariamente la misma melodía. De hecho, hay varios poemas medievales con tres melodías diferentes. Varias melodías gozaron de gran popularidad en la Edad Media. Cada una de las melodías del "Quant liros" / "Douce dame", por ejemplo, tiene un contrafactum en latín, y la primera "Quant li rossignol" también tiene uno en francés. La secuencia "Letabundus" inspiró innumerables contrafacta sacros y profanos, y la melodía de "Quan vei la lauzeta mover" de Bernart de Ventadorn, se utilizó para varias canciones nuevas en latín, alemán y francés, mientras que en catalán se adaptó a un representación de la Asunción (1416). La melodía de "Amours dont sui espris" de Blondel, mencionada anteriormente, se utilizó también para tres conductus latinos, dos de ellos polifónicos "Purgator criminum, Procurans odium" y "Suspirat spiritus".

#### Después de 1540
En los siglos XV y XVI, el contrafactum implicaba a menudo la sustitución de un texto sagrado por uno profano y solo en raras ocasiones se producía la situación inversa: por ejemplo la composición profana de Mateo Flecha el Viejo "Què farem del pobre Joan, de la fararirumfan?" (Cancionero del Duque de Calabria, 1556) se convirtió en un villancico navideño en un pliego publicado por Joan Timoneda: "Alegrau-vos, pare Adam, de la fararirriran" (c.1558-1560). Las siguientes muestras ilustran las variedades de contrafacta en este periodo. Las fuentes alemanas del siglo XV a veces dan a las canciones francesas textos sacros latinos. Por ejemplo, "Quant ce vendra" de Antoine Busnoys se convierte en "Gaude mater". Algunas canciones inglesas del siglo XV fueron transformadas dos veces, primero para pasarlas al francés y luego al latín. Por ejemplo, "So ys emprentid" de Walter Frye aparece en fuentes continentales como "Soyez aprantiz" y "Pour une suis", así como "Sancta Maria succurre". La chanson "Plusieurs regretz" de Josquin des Prés aparece en las fuentes alemanas del siglo XVI como "O Virgo genitrix" y "Sana me Domine". Las transformaciones de música secular en sacra continuaron a lo largo del siglo XVI. "Mon coeur se recommande à vous" de Orlando di Lasso se convierte en la chanson spirituelle con las palabras "Mon coeur se rend à toy, Seigneur". Un caso opuesto, de un texto secular que sustituye a uno sagrado, es el lied "Wohlauf, wohlauf" de Ludwig Senfl, que es musicalmente idéntico al motete "Ave ancilla Trinitatis" de su maestro Heinrich Isaac.
Las piezas compuestas para ocasiones concretas a veces sufrieron alteraciones en sus textos para adaptarse a las nuevas circunstancias. "Quis dabit oculis" de Costanzo Festa, que lamenta la muerte de Ana de Bretaña en 1514, fue transformada por Ludwig Senfl mediante la sustitución de algunas palabras en una pieza fúnebre para el emperador Maximiliano I de Habsburgo fallecido en 1519. Del mismo modo, los textos de los motetes fueron modificados, a veces drásticamente, para adecuarlos a diferentes ocasiones litúrgicas. Un caso más complejo, cercano a la recomposición, es el lamento por Lorenzo de Médici de Heinrich Isaac sobre un texto de Poliziano, "Quis dabit capiti meo aquam" de 1492. La mayor parte de la música es idéntica a partes de la Missa Salva nos de Isaac, pero estos pasajes están ordenados de forma diferente e incorporan una nueva sección basada en un ostinato, reenfocando e intensificando el efecto de la música prestada.
Los contrafacta son especialmente comunes entre los laude italianos del siglo XV al XVII, que toman prestada su música de las frottolas Por ejemplo, "Eterno mio signor" de Bartolomeo Tromboncino, derivado de su propia frottola "Quando fia mai". Una importante colección de piezas de este tipo es el Libro primo delle laudi spirituali de Giovanni Razzi (Venecia, 1563), que contiene música tomada de las canciones de carnaval de la época de Lorenzo de Medici.
Los reformadores protestantes, deseosos de proporcionar una música apropiada para sus devociones, recurrieron tanto a la música popular y cortesana como a la música sacra más antigua, alterando los textos según fuera necesario. El salterio de Ginebra se nutre en gran medida de melodías de chansons populares, mientras que muchos corales luteranos derivan su música de melodías sacras tradicionales y canciones profanas. Por ejemplo, "Innsbruck" de Isaac se convierte en "O Welt ich muss dich lassen". Los textos religiosos de carácter católico se modificaron para adaptarlos al criterio luterano. El "Ave regina caelorum" de Petrus de La Rue se convirtió en "Ave apertor caelorum" en la "Symphoniae iucundae" de Georg Rhau (Wittenberg, 1538). La Contrarreforma reaccionó con ejemplos como "Te Deum laudamus" transformado en "Te Lutherum damnamus" del Maistre Jhan. La iglesia anglicana utilizó ocasionalmente contrafacta. Entre los primeros se encuentra el anthem "In trouble and adversity" atribuido a Thomas Caustun (1565), derivado del famoso "In Nomine" de John Taverner. A lo largo de los últimos años del siglo XVI y los primeros del XVII, los motetes latinos fueron rehechos "a la inglesa" para que fueran aptos como anthems.

#### SiglosXVIIyXVIII
A comienzos del siglo XVII los contrafacta siguieron cultivándose, a pesar de la creciente unión de letra y música característica de la seconda pratica. Claudio Monteverdi, por ejemplo, transformó su "Lamento d'Arianna" en "Il pianto della Madonna", y varios de sus madrigales fueron "espiritualizados" por Aquilino Coppini, que aportó textos religiosos en latín que se ajustaban cuidadosamente al afecto de la letra y la música originales (1607-8). Más adelante, en el siglo XVII y a lo largo del XVIII, el contrafactum tendió a fusionarse con la parodia, término genérico que describe la adaptación de la música preexistente a nuevos textos. Los contrafacta suelen ser difíciles de separar de los múltiples grados de recomposición que se dan en géneros como la opéra-comique, la ópera balada, la cantata eclesiástica y el oratorio. Las autoparodias de Johann Sebastian Bach y Georg Friedrich Händel son quizá las muestras más notables.

#### SiglosXIXyXX
Los contrafacta prácticamente desaparecieron en la música clásica de los siglos XIX y XX. Esto puede atribuirse a la importancia que se da a la originalidad y a la creencia en la singularidad de la obra de arte individual que ha prevalecido desde el siglo XIX.

### Ejemplos
Este tipo de composición ha sido empleada desde tiempos muy antiguos. En la música europea se conoce desde la Edad Media y se ha seguido cultivando en mayor o menor medida hasta la actualidad. Veamos algunos ejemplos.
- "Sumer is icumen in" / "Perspice Christicola": la primera pieza es un canon inglés que celebra la llegada del verano y es el más antiguo que se conoce en Europa. Posteriormente recibió un texto religioso pasando a titularse "Perspice Christicola".
- "Pues que ya nunca nos veis" / "Si habra en este baldrés": se trata de una misma pieza a tres voces de Juan del Encina del siglo XV que presenta un texto religioso en su versión titulada "Pues que ya nunca nos veis" y otro profano en "Si habra en este baldrés".
- "Si tus penas no pruebo" / "Tu dorado cabello": la primera es una pieza de tema religioso escrita por Francisco Guerrero en el siglo XVI, mientras que "Tu dorado cabello" es una composición profana.
- "Greensleeves" / "What Child is This?": la primera es una canción tradicional inglesa, en el siglo XIX se le aplicó el texto "What Child is this?" pasando a ser un villancico.
- "Candle in the Wind" / "Goodbye England's Rose": estas canciones son conocidas generalmente como "Candle in the Wind", con música de Elton John y letra de Bernie Taupin. La versión original de 1973 comienza con el verso "Goodbye Norma Jean", va dedicada a Marilyn Monroe. En 1997 se adaptó bajo el título "Goodbye England's Rose" para cantarla en honor a la princesa Diana de Gales.

Con toda probabilidad también son resultado de la aplicación de esta técnica los casos de  canciones tradicionales que se cantan con textos diversos sobre una misma melodía. Muestra de ello son las canciones "Jo te l'encendré", "El senyor Ramon", "El gegant del Pi", "Pastoret d'on vens", así como "Escarabat bum-bum".
Al margen de estos ejemplos, también se puede considerar que uno de los lemas más coreados en las manifestaciones contra la Guerra de Irak "Oh, no, guerra no!", fue el resultado de la aplicación de la técnica del contrafactum a la canción tradicional rusa "Kalinka".

### Derechos de autor
Si bien los ejemplos anteriores implican música que está en el dominio público o letras que fueron modificadas por el letrista original, una consideración fundamental en la producción de un contrafactum a partir de la música de otro creador en nuestros días es el derecho del autor sobre la música o la letra original.

## Contrafactumliterario
También existe contrafacción en literatura, donde constituye un tipo de intertextualidad que consiste en usar un texto profano para, sustituyendo algunas de sus palabras, frases o versos, volverlo de temática religiosa, esto es, "a lo divino", adaptación en la que algunos autores del Siglo de Oro se especializaron, por ejemplo Sebastián de Córdoba y Juan López de Úbeda. Se diferencia de la parodia en que carece de intención burlesca. Por otra parte, y en el caso de las canciones, también puede usarse una música sacra para un texto profano o una música profana para un texto sagrado.